# Vishtèn
Vishtèn est un groupe de musique traditionnelle acadienne originaire de l'Île-du-Prince-Édouard et des Îles de la Madeleine, reconnu pour sa façon de mêler les traditions musicales acadiennes à des sons contemporains. Le groupe a été formé par les sœurs jumelles Pastelle et Emmanuelle LeBlanc, ainsi que Pascal Miousse. Il est aujourd’hui surtout connu pour son album Expansion, paru en 2024 dans le cadre du projet Vishtèn Connexions — un hommage à Pastelle LeBlanc, décédée en 2022. L’album réunit des collaborations avec des artistes du Canada, du Sénégal et du Pays de Galles, et propose des versions réinterprétées de compositions inachevées de Pastelle.
Expansion a remporté le prix de lAlbum de l’année aux East Coast Music Awards 2025 (ECMA), faisant de Vishtèn le premier groupe acadien et francophone de l’histoire des ECMA à recevoir ce prix prestigieux.« East Coast Music Association Announces Full List of 2025 Award Winners in St. John's », sur ECMA (consulté le 14 mai 2025) Le morceau "Kouma", extrait de l’album, a aussi remporté les prix Sortie fusion de l’année et Sortie folk de l’année. Aux Music PEI Awards 2025, l’album a également reçu les prix Album de l’année et Enregistrement roots traditionnel de l’année.« Here are the 2025 Music PEI Award Winners », sur CBC News, 9 mars 2025 (consulté le 14 mai 2025)
Un documentaire accompagnant l’album présente des entrevues avec le groupe et les artistes invités, ainsi que des vidéos musicales pour chaque morceau.« Vishtèn Connexions – Expansion (Documentary) », sur YouTube, Vishtèn Official (consulté le 14 mai 2025)
En 2024, Vishtèn a adopté une nouvelle formule en trio avec le retour de la collaboratrice de longue date Megan Bergeron — pianiste, chanteuse et danseuse, présente sur le tout premier album du groupe.« Vishtèn – Official Website », sur vishten.net (consulté le 14 mai 2025)
Auparavant, Vishtèn avait obtenu une reconnaissance nationale grâce à son album Horizons (2018), qui a reçu une nomination aux prix Juno dans la catégorie Album de musique traditionnelle roots de l’année, ainsi que plusieurs prix régionaux. Le groupe mêle les sonorités acadiennes, celtiques et contemporaines, utilisant des instruments tels que le violon, la guitare électrique, l’accordéon, la mandoline, les flûtes, la guimbarde, les percussions podorythmiques et le bodhrán.

## Vishtèn Connexions etExpansion
Après le décès de Pastelle LeBlanc en 2022, Vishtèn a lancé le projet commémoratif Vishtèn Connexions pour honorer son héritage musical. Le projet a mené à la sortie de l’album Expansion en 2024, un disque de 7 pistes inspiré de plus de 150 compositions inachevées retrouvées sur ses appareils électroniques. On y retrouve des collaborations avec De Temps Antan, Catherine MacLellan, Rowen Gallant et Jesse Périard (de Ten Strings and a Goat Skin), 6 Hearts (collectif de l’Île-du-Prince-Édouard formé en hommage à Pastelle et à feu Koady Chaisson), Cédric Dind-Lavoie, Julie Pellissier-Lush, Seckou Keita (Sénégal) et Catrin Finch (Pays de Galles).
Un documentaire accompagne l’album, avec des entrevues du groupe et des artistes invités, ainsi que des vidéos musicales pour chaque pièce.« Vishtèn Connexions – Expansion (Documentary) », sur YouTube, Vishtèn Official (consulté le 14 mai 2025)
Aux East Coast Music Awards 2025, l’album a remporté le prix Album de l’année, tandis que la pièce "Kouma" a gagné les prix Sortie fusion de l’année et Sortie folk de l’année. Vishtèn devient ainsi le premier groupe acadien et francophone à remporter le prix principal de l’album aux ECMA.« East Coast Music Association Announces Full List of 2025 Award Winners in St. John's », sur ECMA (consulté le 14 mai 2025) L’album a également reçu les prix Album de l’année et Enregistrement roots traditionnel de l’année aux Music PEI Awards 2025.« Here are the 2025 Music PEI Award Winners », sur CBC News, 9 mars 2025 (consulté le 14 mai 2025)
La même année, le groupe adopte une nouvelle formation en trio avec le retour de Megan Bergeron — pianiste, danseuse et chanteuse, présente sur le tout premier album de Vishtèn.« Vishtèn – Official Website », sur vishten.net (consulté le 14 mai 2025)

## Distinctions

### East Coast Music Awards (ECMA)
2025 – Album de l’année – Expansion
2025 – Sortie fusion de l’année – "Kouma"
2025 – Sortie folk de l’année – "Kouma"
2019 – Album folk/traditionnel de l’année – Horizons
2016 – Album roots/traditionnel de l’année – Terre Rouge
2013 – Album francophone de l’année – Mōsaïk
2006 – Album francophone de l’année – 11:11
2002 – Choix des médias

### Music PEI
2025 – Album de l’année – Expansion
2025 – Enregistrement roots traditionnel de l’année – Expansion
2021 – Artiste francophone de l’année
2021 – Spectacle en ligne de l’année
2020 – Artiste francophone de l’année
2019 – Artiste francophone de l’année
2019 – Enregistrement traditionnel de l’année – Horizons
2016 – Artiste francophone de l’année
2008 – Artiste francophone de l’année
2008 – Album de l’année – Live
2008 – Groupe traditionnel de l’année

### SPACQ (Société professionnelle des auteurs et des compositeurs du Québec)
2015 – Prix Édith Butler – Francophonie canadienne